# テープシリ・スックソーパー
テープシリ・スックソーパー（เทพศิริ สุขโสภา、1943年3月6日- ）はタイの作家、画家、挿絵作家である。

## 略歴
テープシリ・スックソーパーは、日本語ではテープスィリ・スクソーパー とも表記される。スコータイ県出身。バンコクのシラパコーン大学でタイ近代美術の父シン・ピーラシー教授の指導を受ける。同期の親友に画家ピサーン・ティパーラット(พิศาล ทิพารัตน์）がいる。

## 作品

### 著作
- 「ブン・ヤー・パー・ヤイ｣（บึงหญ้าป่าใหญ่）（2008年 マティチョン出版社　ISBN 978-974-02-0170-0　（邦訳:『沼のほとりの子どもたち』（飯島明子訳　佑学社　ISBN 978-4037263201）
- 「挿絵作家」（คนวาดภาพประกอบ） （2005年 ISBN 974-323-388-1）
- ｢ラーン・プラルワン｣（ร่างพระร่วง） （2006年 マティチョン出版社 ISBN 974-323-646-5）

### 挿絵
- 『夜明けのうた』（ミンフォン・ホー作　飯島明子訳　佑学社　1990年　ISBN 9784841604542） 邦訳本中の挿絵 （原典:Minfong Ho（1975） Sing to the Dawn' William Morrow and Company ISBN 0-688-41690-X ）